# 改革フォーラム21

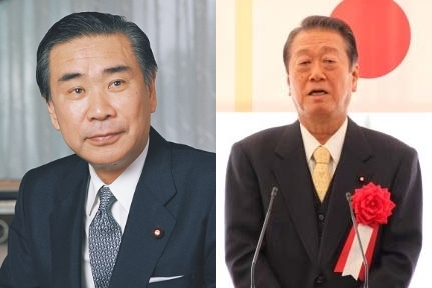
羽田孜と小沢一郎

改革フォーラム21（かいかくフォーラムにじゅういち）は、自由民主党の派閥のひとつである。通称は羽田派、別名羽田・小沢派とも呼ばれる。新生党結党により同派が発展的解消された後は、派の中心人物であった小沢一郎の資金管理団体となる。

## 羽田・小沢派
1992年10月14日、経世会会長・金丸信は東京佐川急便事件の責任をとり議員辞職願を提出。これを契機として、小沢一郎系グループと竹下登直系グループとの間で派内の主導権争いが表面化した。
小沢系は羽田孜を、竹下直系は小渕恵三をそれぞれ後継会長に推すこととなり、金丸の辞職願が受理された10月21日の朝、国会地区のキャピトル東急ホテル前で「羽田擁立集会」が行われた。10月28日、経世会の臨時総会で竹下派座長・原田憲の意向表明により小渕の会長就任が決まった。後継会長争いでは、竹下系が小渕を、金丸系が羽田を推して分裂した際、竹下の秘書や選挙区内の県議を経て国政に進出した青木幹雄は斎藤十朗らと伴に小渕支持に奔走。金丸系である小沢の「参院は（衆院さえ固めれば）後からついて来る」という参院軽視発言が瞬時に伝わり、38人中30人を小渕支持で固めた。
臨時総会から5時間後、小沢系議員は小渕会長就任を不服として、派中派「改革フォーラム21」を結成すると発表した。グループは「羽田擁立集会」に結集した衆議院議員36人でスタートした。
同年12月の内閣改造（宮澤改造内閣）に際して、羽田への外務大臣のポスト提示があったものの、羽田は辞退。その結果小沢系には軽量級閣僚ポスト2つがあてがわれる（船田元経済企画庁長官・中島衛科学技術庁長官）。さらに自由民主党幹事長には派内の反小沢強硬派である梶山静六（一六戦争参照）が就任。これらの内閣改造・党役員人事の直後の12月18日、「改革フォーラム21」所属議員（衆議院35人・参議院8人）が竹下派を離脱し、正式に「改革フォーラム21」を派閥（羽田派）として旗揚げした。
羽田派は党内刷新を掲げ、宮澤喜一首相に対して小選挙区比例代表並立制と政党交付金の導入を柱とする政治改革を断行するよう要求。宮澤はこれに応えるべく努力すると回答するも、結局いわゆる政治改革四法案は廃案となる。1993年6月18日、羽田派は内閣不信任案で賛成する意向を示し、羽田派の閣僚であった船田元・中島衛も閣僚を辞任して不信任票を投じた。その結果、不信任案は可決、宮沢内閣は衆議院を解散した（嘘つき解散）。
6月23日に羽田派の国会議員は自民党を離党し、新生党を結成した。当初、羽田派は自民党を離党せず、選挙後も党内に留まる方向であったが、内閣不信任案に反対した武村正義らが6月21日に自民党を離党して新党さきがけを結成したため、不信任案に賛成して党内に留まるのは説明がつかないとして、新党結成に至った。

## 資金管理団体
新生党結党後も政治団体として存続し、小沢の資金管理団体の一つとなる。現在の代表者及び会計責任者は川島智太郎。2004年10月、自由党に支給された政党交付金が原資と見られる約15億円が政治資金収支報告書に記載されることなく入金されたことが、2009年から2010年にかけて持ち上がった小沢の政治資金問題に関連して報道された。
2006年9月、フォーラムの代表兼会計責任者であった小沢の側近が亡くなっている。